# Zam Zam Cola

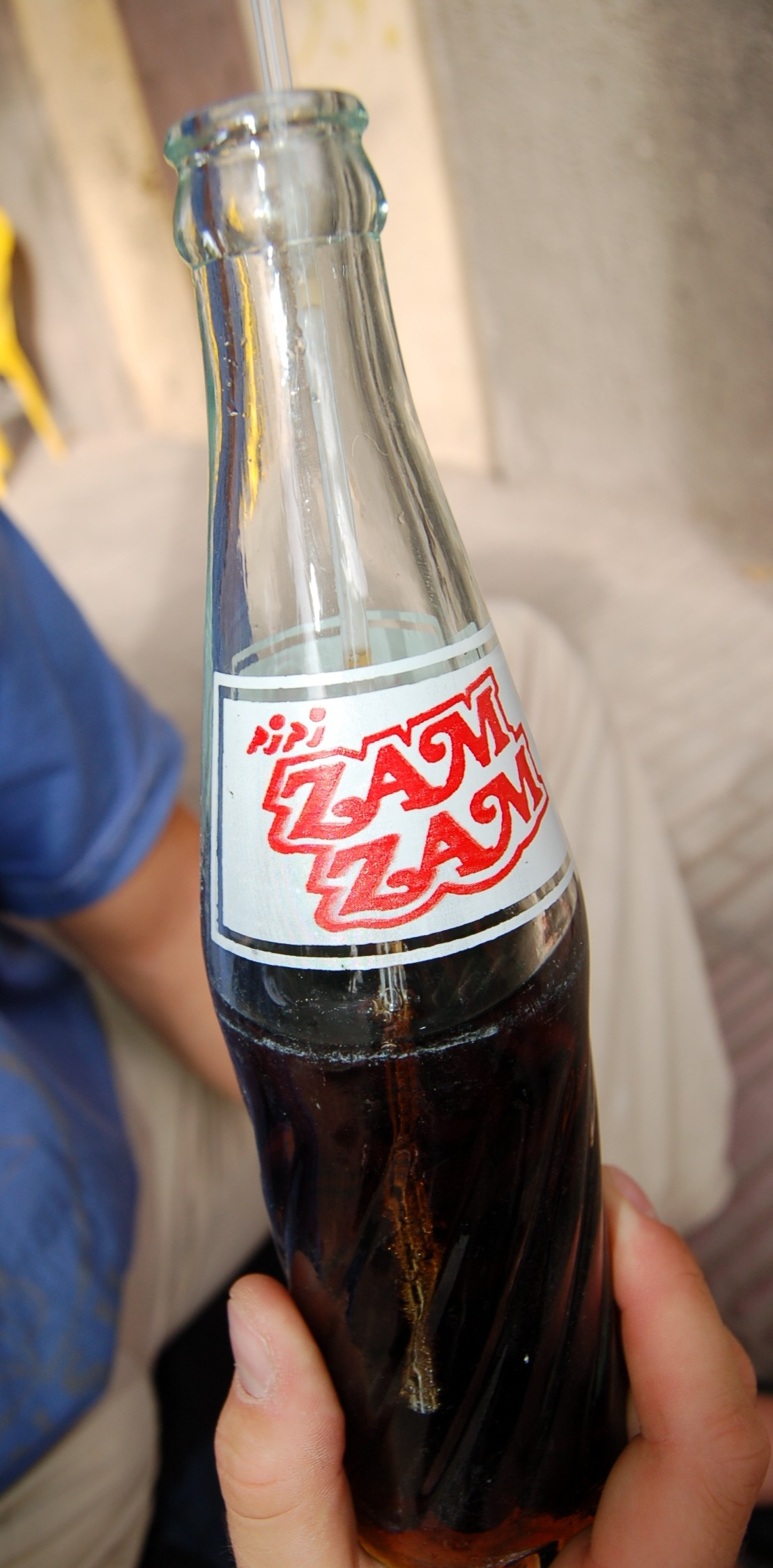
Een flesje Zam Zam Cola

Zam Zam Cola is een cola-merk uit Iran. Het is een bekend merk in de Arabische landen, waar veel mensen de Amerikaanse merken als Pepsi en Coca-Cola boycotten. Zam Zam Cola is ook verkrijgbaar in Europa.
De merknaam is een knipoog naar de waterbron van Zamzam in de heilige stad Mekka. Hierover gaat het verhaal dat Hagar haar zoon Ismael vanuit deze bron van water voorzag.

## Geschiedenis van het merk
Het merk werd aanvankelijk door Pepsi gecreëerd in 1954, maar na de Islamitische Revolutie in 1979 werd Zam Zam Cola een zelfstandig merk.
Na de boycot van Coca Cola door Saoedi-Arabië in 2002, werd Zam Zam gedoopt tot de officieuze frisdrank van de Hadj.